# Štětí
Štětí (deutsch Wegstädtl) ist eine Stadt im Bezirk Leitmeritz in Tschechien.

## Geographische Lage

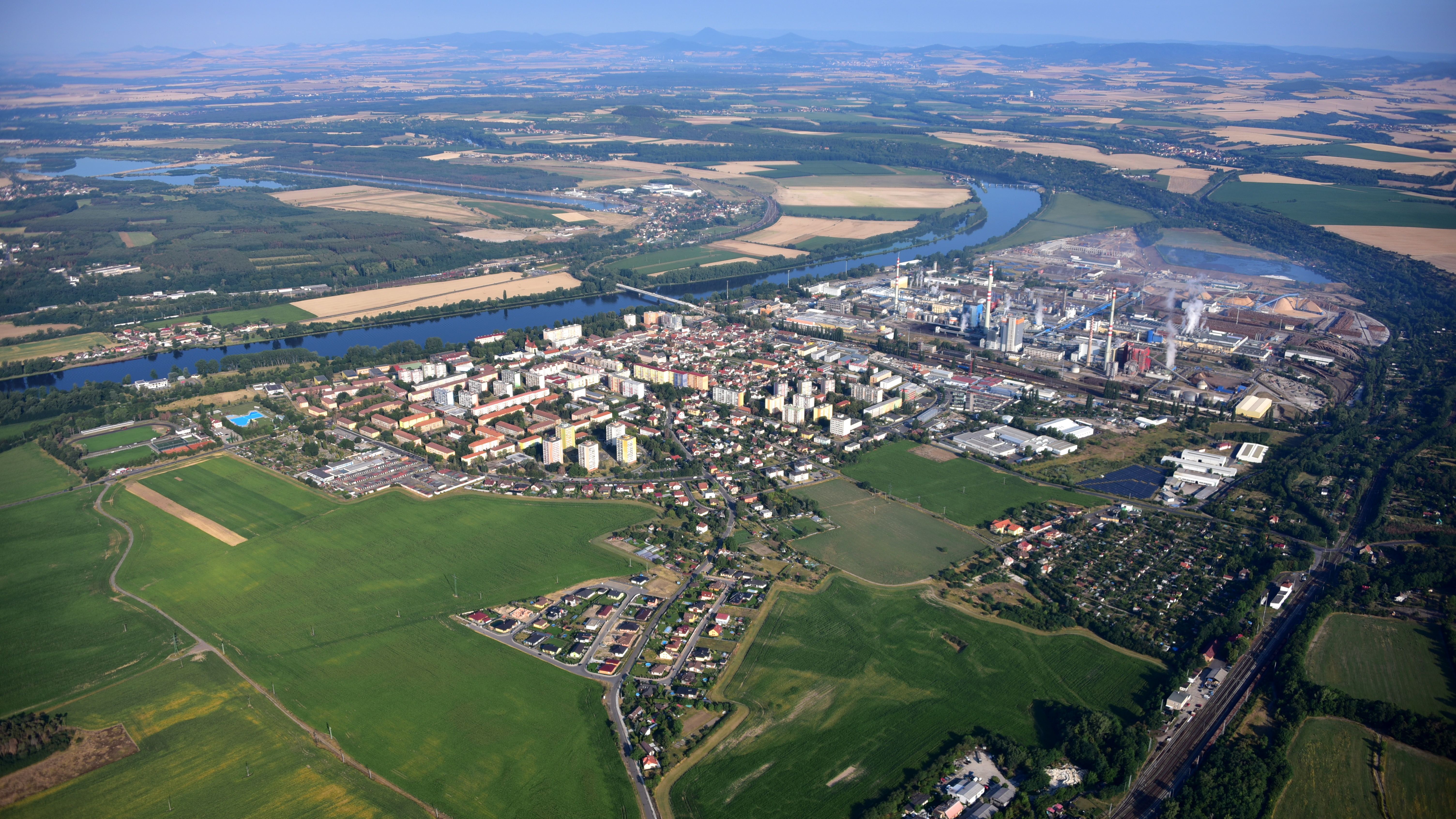
Štětí, Luftaufnahme (2019)

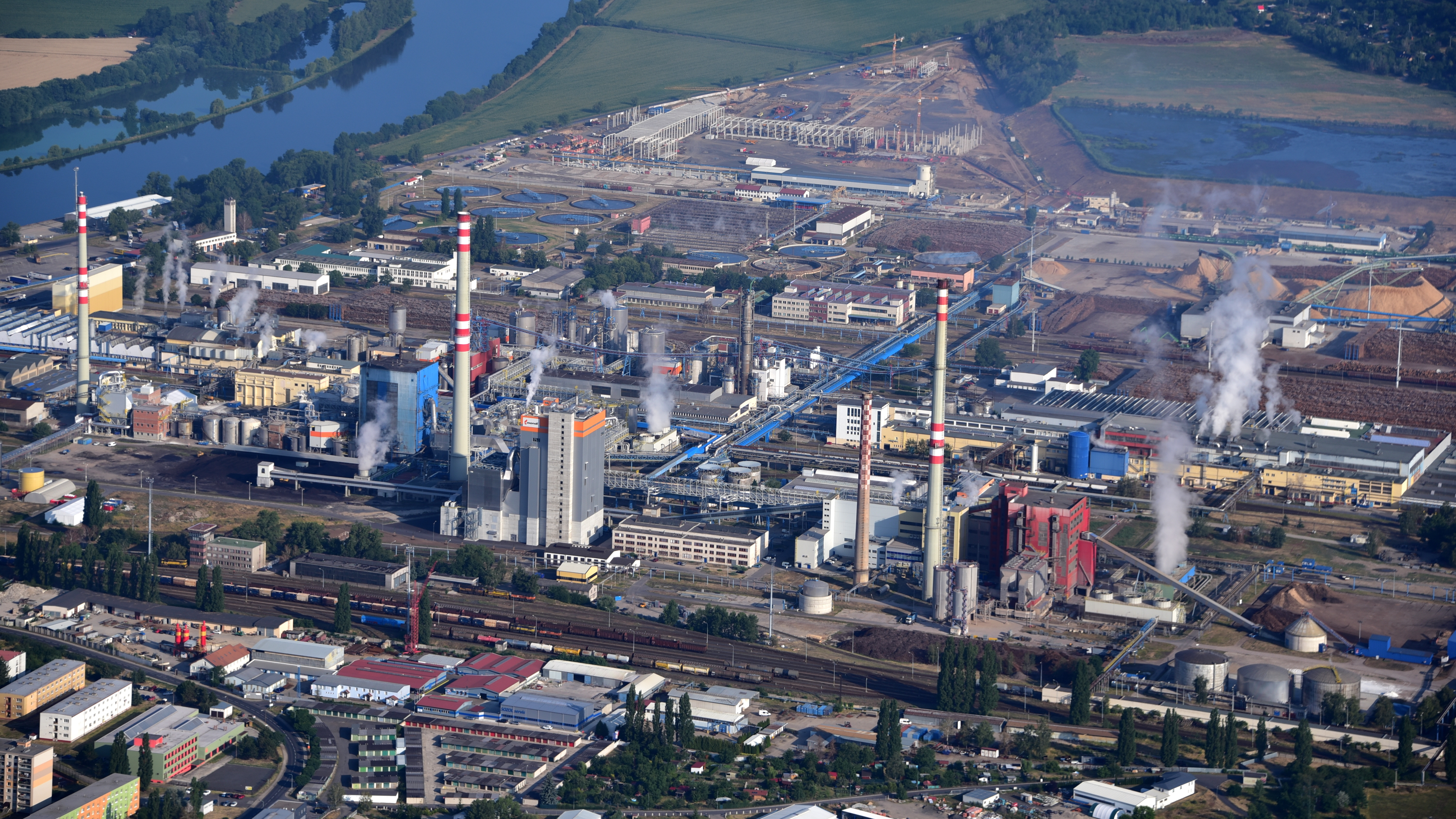
Štětí, Luftaufnahme (2019)

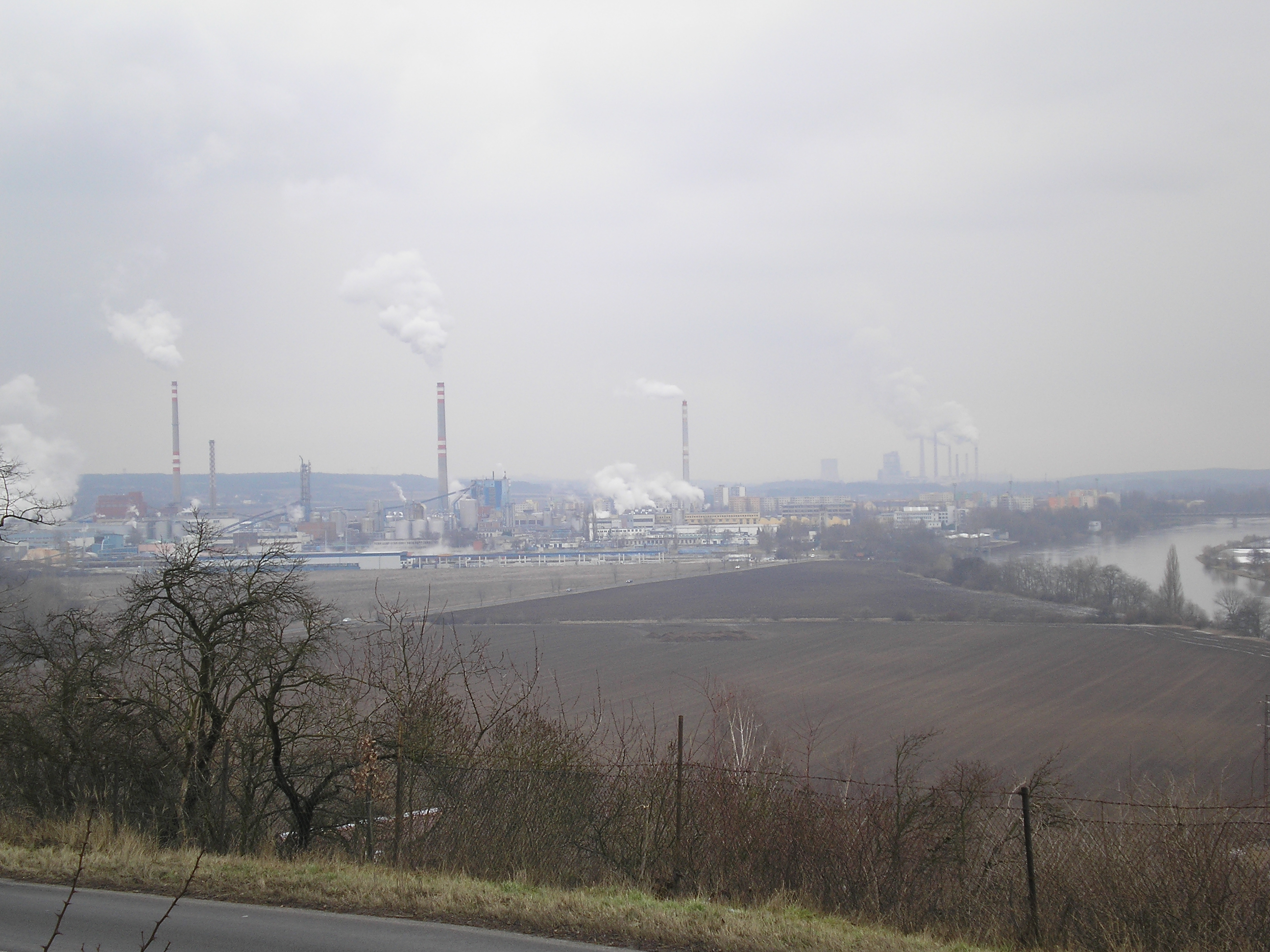
Panorama der Industriestadt

Die Stadt liegt in Nordböhmen am rechten Ufer der Elbe, zehn Kilometer nordöstlich von Roudnice nad Labem (Raudnitz), 16 Kilometer nordwestlich von Mělník und etwa 50 Kilometer nördlich von Prag.

## Geschichte

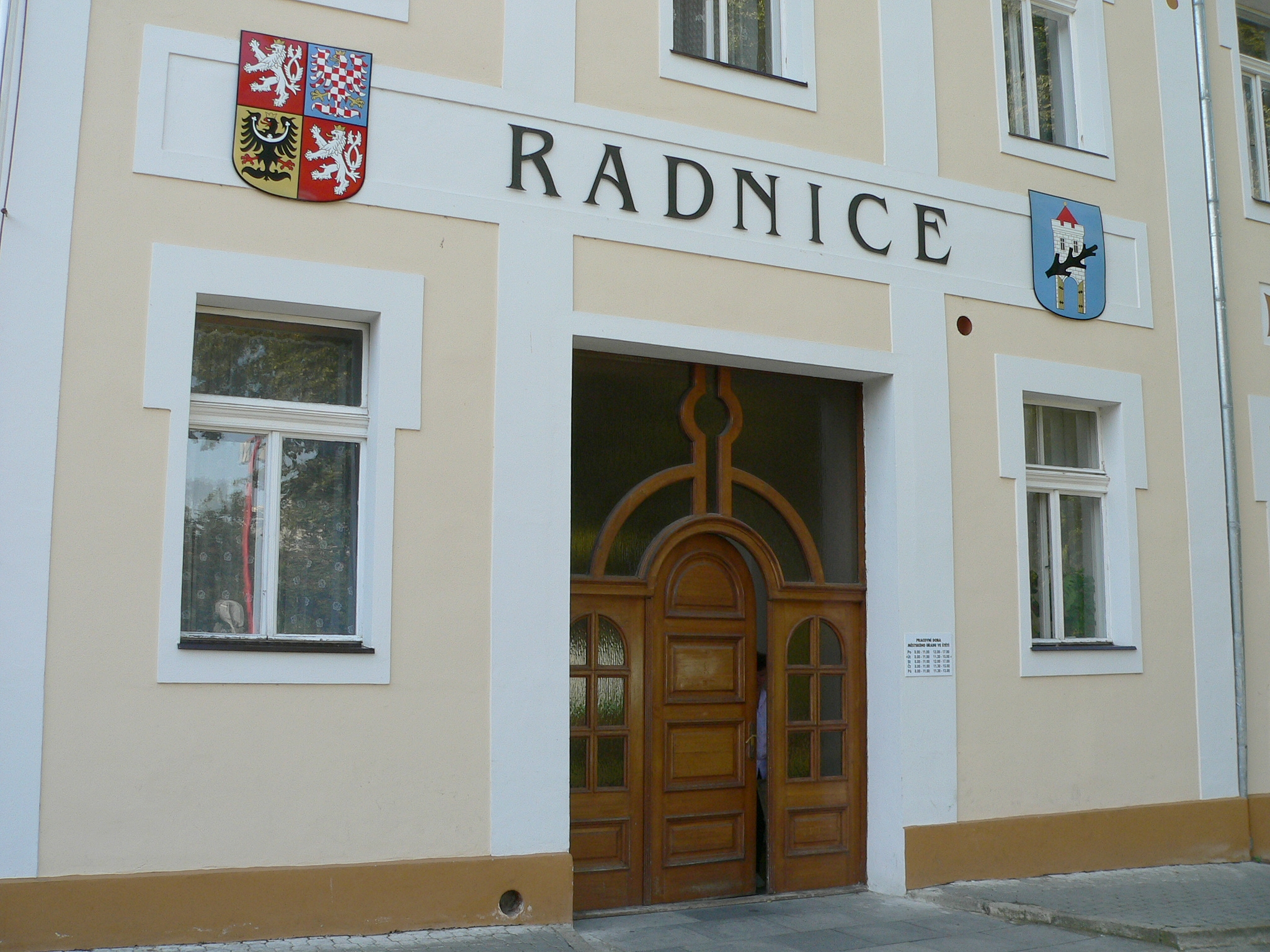
Rathaus

Die Ansiedlung in einer Ebene an der Elbe geht auf einen Meierhof der Herrschaft Melnik zurück, der bereits 1312 bestand. Der Ort erhielt zahlreiche Privilegien, wie die hohe und niedere Gerichtsbarkeit, unterstand aber als freie Schutzstadt der Leibgedingeherrschaft Melnik. 1561 schloss sich das örtliche Handwerk in Innungen zusammen. Die ältesten Stadtbücher stammen von 1593 und 1627.
Die Lage der Stadt unterhalb eines 40 bis 50 Meter höher gelegenen Plateaus begünstigte den Obst- und Weinbau. Die Bewohner waren vorwiegend deutschsprachig, die Elbe bildete die Sprachgrenze.
Während des Dreißigjährigen Krieges fielen am 11. November 1620 Truppen der Ligierten mordend und plündernd in die Stadt ein und erschlugen zahlreiche Einwohner. Zwischen 1640 und 1648 fielen die Schweden mehrmals ein.
Auch im Siebenjährigen Krieg gab es Einquartierungen und Plünderungen; von Wegstädtl aus wurden mehrere Schiffbrücken über die Elbe geschlagen. Nach dem Einmarsch der Preußen in Böhmen in der Zeit des Zwetschgenrummels ereigneten sich 1778 mehrere Scharmützel zwischen den preußischen und österreichischen Truppen in der Umgebung der Stadt.
In der Vergangenheit wurde Wegstädtl mehrmals von Elementarschäden heimgesucht. 1716, 1788 und 1851 brachen Stadtbrände aus. Hinzu kam die Choleraepidemie von 1803. Die Elbhochwasser 1845 und 1784 überfluteten jeweils über 70 Häuser, die Kirche ebenfalls. Ähnliche Schäden erlitt die Stadt durch das Elbhochwasser 2002.
Die Verkehrsanbindung erfolgte über Bezirksstraßen nach Dauba, Gastorf und Liboch, vor allem aber über die Schifffahrt auf dem Fluss. Entlang der früheren Österreichischen Nordwestbahn (Wien–Tetschen), die nordöstlich an der Stadt vorbeiführt, siedelten sich Betriebe an, darunter die 1870 gegründete Zuckerfabrik Winterfeld und Heller, von der eine Schleppbahn zum Nordwestbahnhof eingerichtet wurde oder die Handschuhlederfabrik Leopold Jelinek.
Zur am linken Elbufer angelegten Staatseisenbahn Prag–Bodenbach wurde im gegenüberliegenden Dorf Hniewitz eine Haltestelle mit anschließender Fährverbindung nach Wegstädtl eingerichtet. Im Rahmen der Elbe-Moldau-Regulierung wurde unterhalb der Stadt eine Staustufe in der Elbe errichtet. 1906 entstand ein Musterweingarten des Weinbauvereins für Böhmen. Die 1908 bei der Elbregulierung als Provisorium errichtete Pontonbrücke nach Hniewitz blieb bis 1973 in Betrieb und wurde durch eine Betonbrücke ersetzt. Seit der Flussregulierung ist auch die Schiffmühle außer Betrieb.
Nach dem Ersten Weltkrieg wurde Wegstädtl 1919 der neu geschaffenen Tschechoslowakei zugeschlagen. Aufgrund des Münchner Abkommens gehörte Wegstädtl von 1938 bis 1945 zum Landkreis Dauba, Regierungsbezirk Aussig, im Reichsgau Sudetenland des Deutschen Reichs. Während des Zweiten Weltkriegs wurde bei Hniewitz der Bau eines Großtanklagers der Wirtschaftlichen Forschungsgesellschaft begonnen, das kriegswirtschaftlichen Zwecken diente und eine Kapazität von 200.000 m³ aufwies. Nach Kriegsende wurde das Tanklager gesprengt.
Aufgrund der Beneš-Dekrete wurde die deutsche Bevölkerung 1945 enteignet und vertrieben. 1949 wurde in Štětí die größte Papierfabrik Mitteleuropas SEPAP errichtet und es entstanden neue Wohnsiedlungen. Sepap gehörte in den 1990er Jahren zunächst zum schwedischen Papierkonzern AssiDomän, wurde 2000 an die österreichische Frantschach Pulp & Paper, a.s. verkauft und firmiert heute als Mondi Štětí a.s. Der Kernort Štětí hat 7880 Einwohner.

### Demographie
Aus der zweiten Hälfte des 17. Jahrhunderts bis 1945 war Wegstädtl überwiegend von Deutschböhmen besiedelt, die vertrieben wurden.
| Jahr | Einwohner | Anmerkungen        |
| ---- | --------- | ------------------ |
| 1830 | 1042      | in 200 Häusern     |
| 1900 | 1731      | deutsche Einwohner |
| 1930 | 1950      | [ 7 ]              |
| 1939 | 1681      | [ 7 ]              |

| Jahr      | 1970 | 1980 | 1991 | 2001 | 2003 |
| --------- | ---- | ---- | ---- | ---- | ---- |
| Einwohner | 7016 | 9054 | 8571 | 9197 | 9165 |

## Stadtgliederung
Die Stadt Štětí besteht aus den Ortsteilen Brocno (Brotzen), Čakovice (Tschakowitz), Chcebuz (Zebus), Hněvice (Hniewitz), Počeplice (Potscheplitz), Radouň (Radaun), Štětí (Wegstädtl), Stračí (Stratschen), Újezd (Aujezd) und Veselí (Fröhlichsdorf). Grundsiedlungseinheiten sind Brocno, Čakovice, Chcebuz, Družstevní, Hněvice, K Hošteckému vrchu, Na Pelunci, Ostrovní, Papírenská, Počeplice, Průmyslový obvod, Radouň, Sportovní areál, Staré Štětí (Alt Wegstädtl), Stračenská, Stračí, Školní, Štětí II, Štětí-střed, U nádraží, Újezd, Veselí und Za okruhem.
Das Gemeindegebiet gliedert sich in die Katastralbezirke Brocno, Čakovice u Radouně, Chcebuz, Hněvice, Počeplice, Radouň u Štětí, Štětí I, Štětí II, Stračí und Újezd u Chcebuze.

## Sehenswürdigkeiten
Wegstädtl besitzt ein regelmäßiges Straßenbild, dessen Zentrum zwei Plätze, der Große und der Kleine Ring bilden.
Die Stadtkirche St. Simon und Juda geht auf einen Vorgängerbau von 1300 zurück, der beim Hochwasser von 1784 einstürzte. Die 1785 erbaute Kirche ist mit Altarbildern des Malers Josef Kramolín ausgestattet. Das kunstvoll geschnitzte Gestühl wurde seinerzeit aus der Kirche St. Franziskus in Prag übernommen. Von der alten Kirche stammen zwei Glocken von 1530 und 1626, die beide mit tschechischer Inschrift versehen sind.

## Persönlichkeiten
- Johann Andreas Kayser von Kaysern (1716–1776), Bischof von Königgrätz
- Konrad Seidl (1824–1884), Gutsbesitzer und Abgeordneter zum Österreichischen Abgeordnetenhaus
- Franz Reichelt (1879–1912), Schneider in Wien und Paris, berühmter Fallschirmspringer